# Wołomin (gemeente)
De gemeente Wołomin is een stad- en landgemeente in het Poolse woiwodschap Mazovië, in powiat Wołomiński.
De zetel van de gemeente is in Wołomin.
Op 31 december 2006, telde de gemeente 49 688 inwoners.

## Oppervlakte gegevens
In 2002 bedroeg de totale oppervlakte van gemeente Wołomin 59,52 km², waarvan:
- agrarisch gebied: 60%
- bossen: 16%

De gemeente beslaat 6,23% van de totale oppervlakte van de powiat.

## Plaatsen (sołectwa)

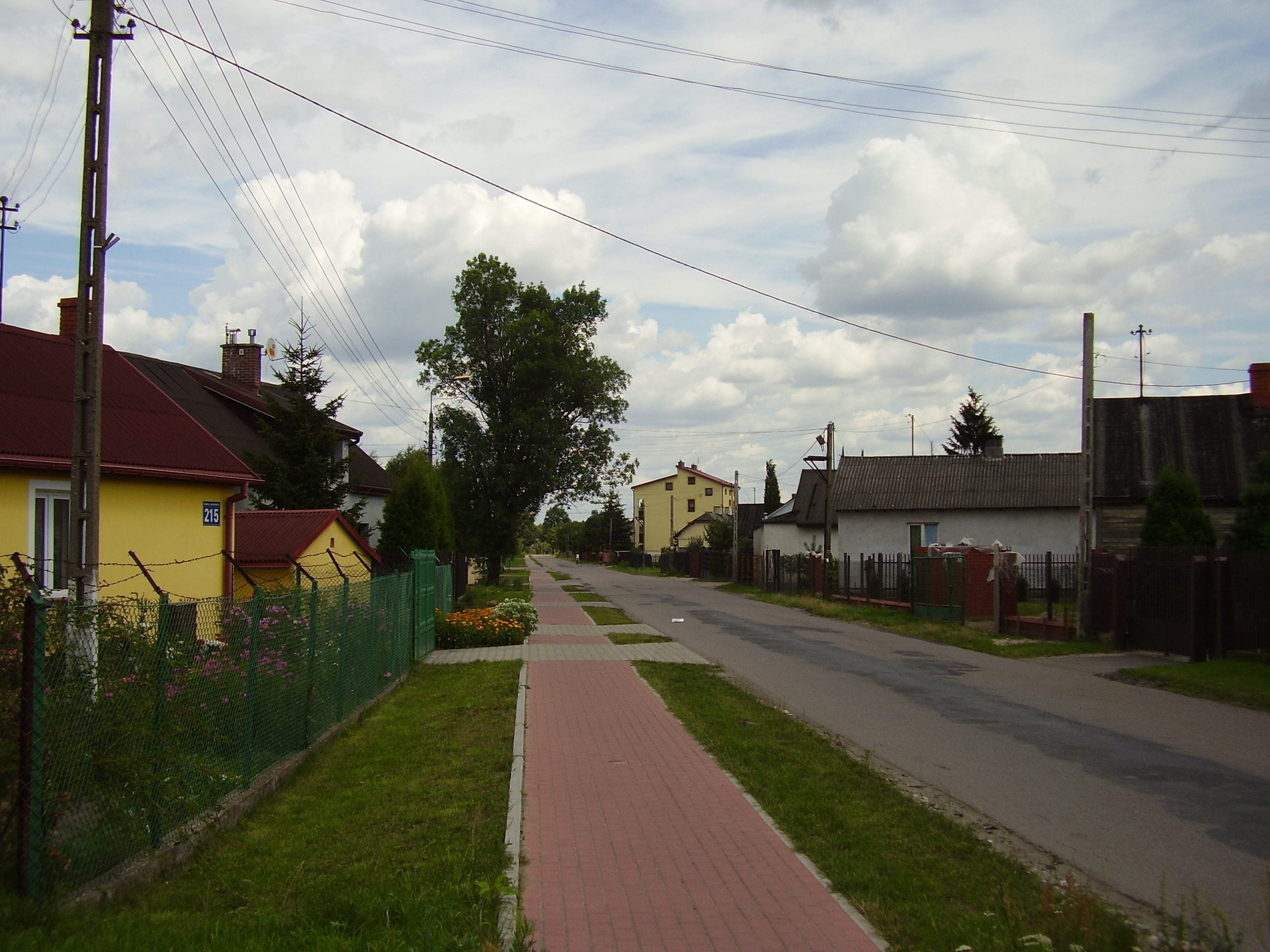
Ossów

Cięciwa • Czarna • Duczki • Helenów • Leśniakowizna • Lipinki • Majdan • Mostówka • Nowe Grabie • Nowe Lipiny • Ossów • Stare Grabie • Stare Lipiny • Turów • Zagościniec

## Demografie
Stand op 30 juni 2004:
| Omschrijving                   | Totaal | Totaal | Vrouwen | Vrouwen | Mannen | Mannen |
| ------------------------------ | ------ | ------ | ------- | ------- | ------ | ------ |
| eenheid                        | aantal | %      | aantal  | %       | aantal | %      |
| inwoners                       | 49 000 | 100    | 25 662  | 52,4    | 23 338 | 47,6   |
| bevolkingsdichtheid (inw./km²) | 823,3  | 823,3  | 431,1   | 431,1   | 392,1  | 392,1  |

In 2002 bedroeg het gemiddelde inkomen per inwoner 1202,26 zł.

## Aangrenzende gemeenten
Klembów, Kobyłka, Poświętne, Radzymin, Zielonka